# Roque Dalton
Roque Dalton García (San Salvador, 14 de maig del 1935 - Quezaltepeque, El Salvador, 10 de maig del 1975) fou un periodista, escriptor, assagista i poeta revolucionari salvadorenc. Dalton fou assassinat el 10 de maig de 1975. Dues dècades després de la seva mort, l'any 1997 l'Assemblea Legislativa li va atorgar la distinció de "Poeta Meritíssim del Salvador". Actualment és considerat el poeta salvadorenc més destacat de l'època.

## Biografia
Roque Dalton García va néixer a San Salvador el 14 de maig de 1935. Fill de la infermera salvadorenca María Josefa García i el nord-americà Winnall Dalton. Educat en el col·legi de pares jesuïtes Externado de San José. Roque es casà amb Aída Cañas l'any 1955 a 19 anys; amb qui tingué tres fills: Roque Antonio, Juan José i Jorge.

### Estudis i activitat política
Després d'un any d'estar a la Universitat de Santiago de Xile, Roque Dalton va assistir a la Universitat de San Salvador el 1956, on va ajudar a crear el Cercle Literari de la Universitat just abans que els militars salvadorencs calessin foc a l'edifici. L'any següent s'uní al Partit Comunista. Fou detingut els anys 1959 i 1960 i condemnat a mort per incitar els estudiants i camperols a la revolta contra els terratinents. L'any 1960, a causa que el president d'aquella època, José María Lemus, fou enderrocat quatre dies abans de l'execució, Dalton sortí il·lès de la seva condemna.
L'any 1961 s'exilià a Mèxic, escrivint poemes com La ventana en el rostro, 1961 i El turno del ofendido, 1962. Dedicà aquest últim llibre al cap de la policia salvadorenca que presentà els càrrecs contra ell. Des de Mèxic, Dalton, viatjà cap a Cuba, on fou ben rebut pels escriptors cubans i llatinoamericans, també exiliats, que es reuniren a la Casa de las Américas. A partir de la publicació de La ventana en el rostro i El mar l'any 1962, gairebé la totalitat de la seva obra poètica fou publicada a Cuba. L'estiu de 1965, va tornar a El Salvador per continuar el seu treball polític. Dos mesos després de la seva arribada, fou detingut, torturat i condemnat de nou a ser executat. Aconseguí sortir il·lès, de nou, de la condemna a mort gràcies a un terratrèmol que va esquerdar les parets del presidi en el qual es trobava, a Cojutepeque, situat en el departament central de Cuscatlán, que li va permetre fugir. Va tornar a Cuba i uns mesos més tard, el Partit Comunista el va enviar a Praga com a corresponsal de "La Revista Internacional: Problemes de la Pau i el Socialisme".
Dalton estigué exiliat a països com Mèxic, Txecoslovàquia, Guatemala i Cuba i durant la seva vida realitzà viatges per Amèrica del sud, Europa, Corea i el Vietnam.

### Mort
El 1975, una facció militar de l'Ejército Revolucionario del Pueblo (ERP), el va acusar de tractar de dividir a la seva organització i el va condemnar a mort. El van executar el 10 de maig de 1975, quatre dies abans de complir els quaranta anys.

## Obra
Llibres publicats:
- Mía junto a los pájaros, fulletó, San Salvador, 1957.
- La ventana en el rostro, poesia, Ediciones de Andrea, Mèxic, 1961.
- El turno del ofendido, poesia, Casa de las Américas, L'Havana, 1962.
- El mar, poesia, Ediciones La Tertulia, La Habana, 1962.
- El Salvador, monografia, Casa de las Américas, La Habana, 1963.
- César Vallejo, Cuaderns de la Casa de las Américas, La Habana, 1963.
- Los testimonios, poesia, Ediciones Unión, La Habana, 1964.
- Poemas, poesia, San Salvador, 1968.
- Taberna y otros lugares, Casa de las Américas, La Habana, 1969.
- El intelectual y la sociedad,[c] La Habana, 1969.
- Los pequeños Infiernos, poesia, Barcelona, 1970.
- ¿Revolución en la revolución? y la crítica de la derecha, Casa de las Américas, La Habana, 1970.
- Miguel Mármol. Los sucesos de 1932 en El Salvador, testimoni, Editorial Universitaria Centroamericana, Costa Rica, 1972.
- Las historias prohibidas del Pulgarcito, Mèxic, 1974.
- Pobrecito poeta que era yo..., novel·la, Editorial Universitaria Centroamericana, Costa Rica, 1975.
- Poemas clandestinos, El Salvador, 1975 (Universidad Autónoma de Puebla, Mèxic, 1980).
- Un libro rojo para Lenin, Editorial Nueva Nicaragua, Managua, 1986.
- Un libro levemente odioso, amb pròleg d'Elena Poniatowska, La Letra Editores, Mèxic D.F., 1988.
- Últimos poemas, Nuestra América, Buenos Aires, 2005.

### Estil literari
Segons el seu fill menor, Jorge Dalton, les dones i les begudes van ser alguns dels elements que van inspirar al seu pare, però també la nostàlgia d'estar tan lluny del seu país estimat, quan era a l'exili. El seu llibre Taberna y otros lugares reflecteix la seva llarga estada a Praga.

## Premis i guardons
Va guanyar el premi de poesia Casa de les Américas l'any 1969 i el nomenaren, a l'edat de trenta-quatre anys, com un dels millors poetes joves d'Amèrica Llatina. Vint anys després de la seva execució, l'any 1997 l'Assemblea Legislativa li va atorgar la distinció de "Poeta Meritíssim del Salvador".